# کاندلاریا مولفسه
کاندلاریا مولفسه (انگلیسی: Candelaria Molfese؛ زادهٔ ۳ ژانویهٔ ۱۹۹۱) مجری، خواننده و بازیگر اهل آرژانتین است.
از فیلم‌ها یا مجموعه‌های تلویزیونی که وی در آن‌ها نقش داشته‌است، می‌توان به ویولتا اشاره نمود.